# Polona Klemenčič
Polona Klemenčič (* 16. April 1997 in Kranj) ist eine slowenische Biathletin. Sie nahm als Teil der Nationalmannschaft an den Olympischen Spielen 2022 teil und startet seit 2018 im Weltcup.

## Sportliche Laufbahn

### Anfänge und erste Weltcuppunkte (2015–2021)
Klemenčič betreibt seit 2013 den Biathlonsport. Bereits 2015 gab sie als 17-jährige ihr Debüt bei den Jugendweltmeisterschaften in Minsk-Raubitschy. Ihren ersten Auftritt im IBU-Cup hatte sie im Jahr darauf in Nové Město na Moravě und wurde 65. des Sprintrennens. Nach Auftritten im IBU-Junior-Cup und im IBU-Cup wurde Klemenčič in Ermangelung an Athleten im März 2017 für die Weltmeisterschaftsstaffel aufgestellt. Sie gab also mit 19 Jahren ihr Weltcupdebüt und wurde mit Teja Gregorin, Anja Eržen und der ebenfalls 19-jährigen Urška Poje 17. von 23 Teams. Ihre ersten Punktgewinne im IBU-Cup feierte die Slowenin Anfang Januar 2018, woraufhin sie in Ruhpolding und Antholz ihre ersten Weltcupeinsätze in Einzelrennen bekam, aber in beiden Rennen auf die hintersten Positionen lief. Im Verfolger der Junioreneuropameisterschaften ging es auf Platz 7, die Saison schloss Klemenčič beim Weltcupsprint von Tjumen als 75. und damit mit einer persönlichen Bestleistung ab. Ihre einzige internationale Medaille auf Juniorenebene gewann die Slowenin im August 2018 mit Nika Vindišar, Toni Vidmar und Alex Cisar bei der Sommerbiathlon-WM.
Seit der Saison 2018/19 gehört Klemenčič zum Nationalkader. Recht früh erreichte sie dort ihre ersten Verfolgungsrennen, neue Bestleistungen waren zwei 47. Plätze. Auch bei den Weltmeisterschaften in Östersund startete die Slowenin in allen Wettbewerben, platzierte sich dort allerdings in keinem Rennen besonders gut. Der Winter 2019/20 verlief bis zum Jahreswechsel ebenfalls nicht besonders erfolgreich. Mitte Januar erfuhr ihr aber ein großer Erfolg, als sie auf der Pokljuka mit der Mixedstaffel nur haarscharf an einem Top-10-Rang vorbeilief, Lea Einfalt verlor den Schlusssprint gegen Selina Gasparin. Im Wesentlichen verlief die Saison aber erneut durchschnittlich. Ihren ersten Punktgewinn im Weltcup feierte Klemenčič im Dezember 2020 in Hochfilzen als 38. des Sprintrennens, ein weiteres gutes Staffelrennen gab es bei den Weltmeisterschaften 2021 in ihrem Heimatland an der Seite von Jakov Fak. Weitere Punkte ergatterte die Slowenin am Ende der Saison in Nové Město na Moravě als 32. und stellte damit ein weiteres Bestergebnis auf. Den Winter schloss sie als 84. der Gesamtwertung ab. Im August desselben Jahres gewann sie schließlich auch ihre erste Medaille im Seniorenbereich, bei den Sommerbiathlonweltmeisterschaften ergatterte sie hinter Monika Hojnisz-Staręga und Markéta Davidová die Bronzemedaille im Sprint.

### Olympiadebüt und erfolgreichste Saison (seit 2021)

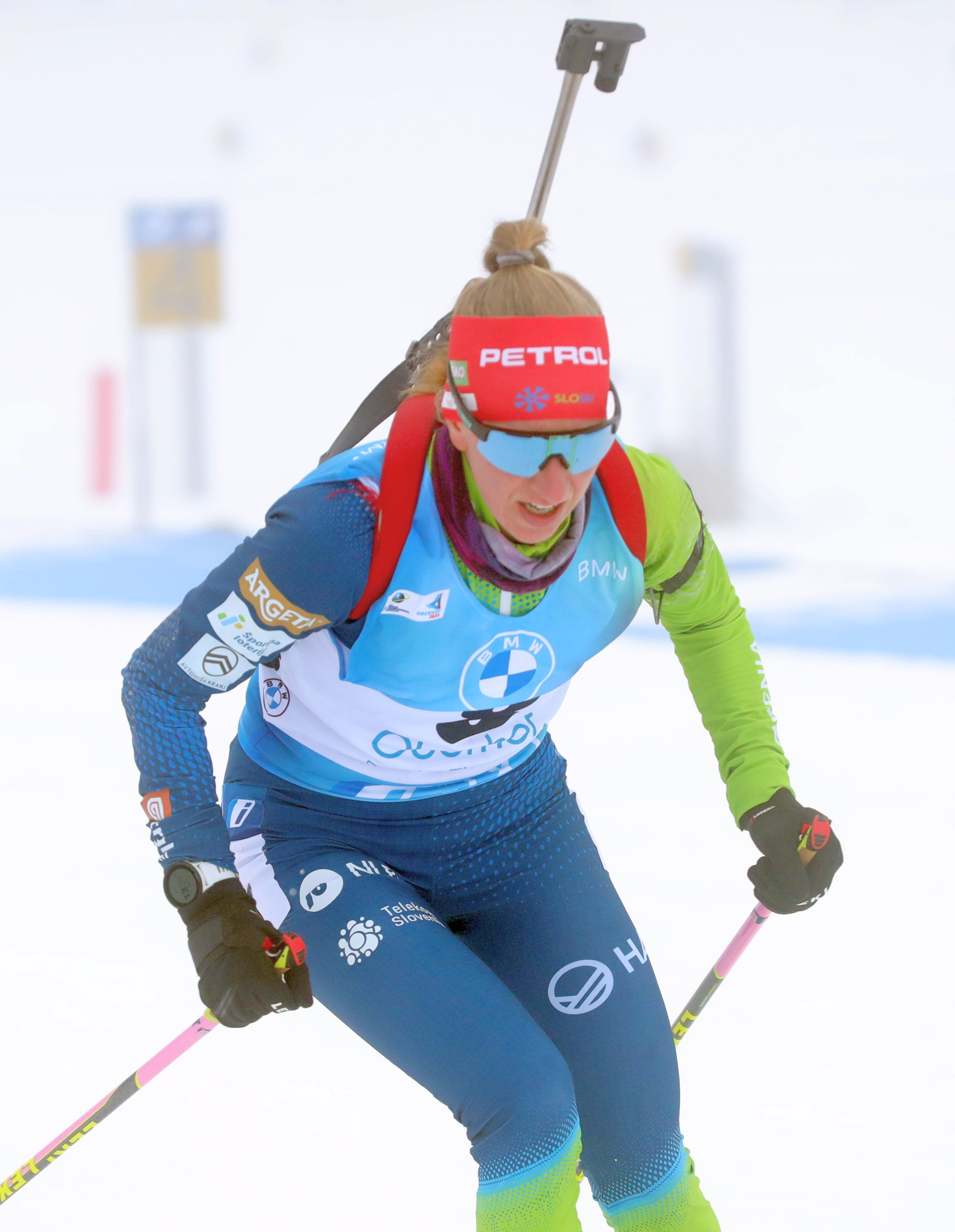
Klemenčič bei den Weltmeisterschaften 2023 in Oberhof

Auch 2021/22 startete Klemenčič durchgehend in der höchsten Rennklasse und gewann in Le Grand-Bornand und Oberhof erneut Weltcuppunkte. Als Saisonhöhepunkt folgte die Teilnahme an den Olympischen Winterspielen 2022, für die sie neben ihrer Cousine Živa nominiert wurde. Im Einzel gelang ihr mit Platz 29 eine Karrierebestleistung, den Verfolger erreichte sie ebenfalls. Mit dem Trainerwechsel auf Ricco Groß und dem Sportartwechsel von Anamarija Lampič im Sommer 2022 erfuhr das slowenische Team im Winter 2022/23 frischen Wind, was sich auch deutlich in den Ergebnissen von Polona Klemenčič bemerkbar machte. Im Einzel von Kontiolahti lief sie auf Rang 19, im Verfolger von Hochfilzen noch um zwei Plätze davor. Am selben Ort brachte sie die junge Frauenstaffel um Živa Klemenčič, Anamarija Lampič und Lena Repinc mit der fünftschnellsten Kurszeit auf dem achten Rang ins Ziel, was das beste Damenstaffelergebnis seit Januar 2010 darstellte. Auch bei den Weltmeisterschaften war die Slowenin in starker Form. Im Sprintrennen drang sie dank fehlerfreiem Schießen als Achte erstmals in die Top 10 eines Weltcuprennens ein und qualifizierte sich damit auch für den Massenstart, in der Single-Mixed-Staffel lief sie gemeinsam mit Jakov Fak auf Rang sieben. Auch am Saisonende wusste die 25-Jährige zu überzeugen, Einzel und Massenstart von Östersund schloss sie als 10. und 13. ab. Beim Weltcupfinale in Oslo klassierte sie sich zwei weitere Male unter den besten 25, womit sie in der Weltrangliste bis auf Rang 28 vorstieß und damit die am besten platzierte Slowenin seit Teja Gregorin in der Saison 2014/15 war. Besonders auffallend an der Entwicklung Klemenčičs war die mit vier Prozentpunkten extreme Leistungssteigerung im läuferischen Bereich, ihre Schießquote hob sie auf gut 80 Prozent an.
Die Erwartungen konnte Klemenčič in der Saison 2023/24 nicht bestätigen. Sie erreichte in lediglich vier Wettkämpfen die Punkteränge, bestes Individualergebnis war davon ein 20. Rang im Sprint von Oberhof. Der Hauptgrund für die durchschnittlichen Resultate war eine deutlich verschlechterte Laufform, auch in der Schießquote konnte sich die Slowenin nicht verbessern. Deutlich erfolgreicher verliefen einige Staffelwettkämpfe. So erzielten Klemenčič und Jakov Fak am Saisonbeginn in Östersund den vierten Platz und somit das beste Ergebnis in einem Single-Mixed-Bewerb für Slowenien in der Geschichte, auch in Oslo belegte sie mit Fak, Anamarija Lampič und Miha Dovžan einen achtbaren sechsten Rang. Im Folgewinter zeigte Klemenčič vereinzelt wieder auf, neben mehreren Top-30-Platzierungen im Weltcup war Rang 17 im Einzel der Weltmeisterschaften 2025 das beste Saisonergebnis. Größeren Erfolg hatte sie mit der Frauenstaffel: In Hochfilzen brachte sie die Staffel gemeinsam mit Lena Repinc, Klara Vindišar und Anamarija Lampič auf Platz vier über die Ziellinie, was das beste Ergebnis seit Januar 2006 darstellte; bei der WM blieb sie, nach Repinc und Lampič laufend, fehlerfrei am Schießstand und übergab auf dem zweiten Zwischenrang auf ihre Cousine Živa, die eine Strafrunde schoss und auf Platz acht zurückfiel.

## Persönliches
Klemenčič lebt in Nemilje. Ihre Cousine Živa ist vier Jahre jünger und startet seit 2021 ebenfalls im Weltcup.

## Statistiken

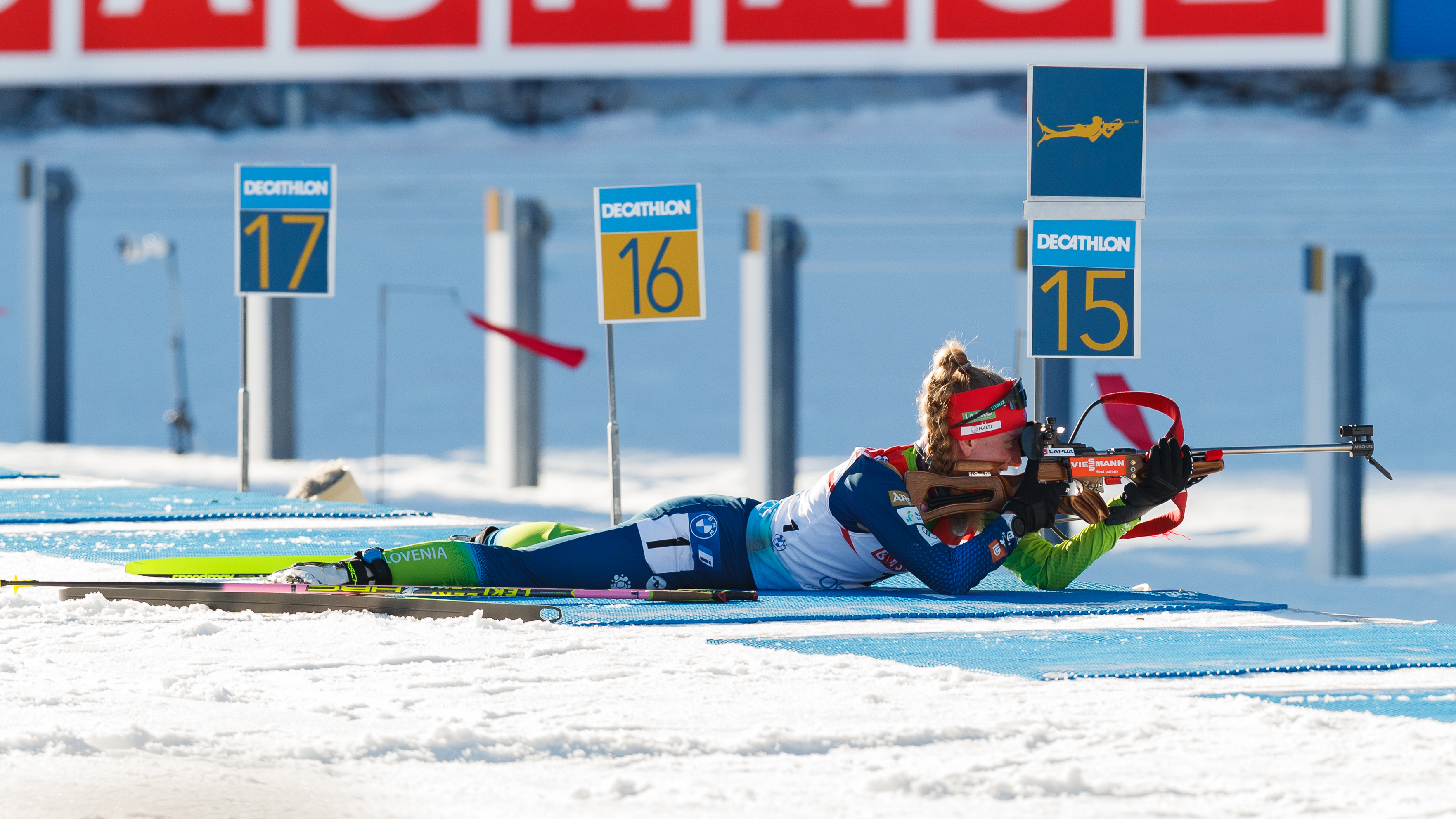
Klemenčič beim Liegendschießen

### Weltcupplatzierungen
Die Tabelle zeigt alle Platzierungen (je nach Austragungsjahr einschließlich Olympische Spiele und Weltmeisterschaften).
- 1.–3. Platz: Anzahl der Podiumsplatzierungen
- Top 10: Anzahl der Platzierungen unter den ersten zehn (einschließlich Podium)
- Punkteränge: Anzahl der Platzierungen innerhalb der Punkteränge (einschließlich Podium und Top 10)
- Starts: Anzahl gelaufener Rennen in der jeweiligen Disziplin
- Staffel: inklusive Mixed- und Single-Mixed-Staffeln

| Platzierung               | Einzel | Sprint | Verfolgung | Massenstart | Staffel | Gesamt |
| ------------------------- | ------ | ------ | ---------- | ----------- | ------- | ------ |
| 1. Platz                  |        |        |            |             |         |        |
| 2. Platz                  |        |        |            |             |         |        |
| 3. Platz                  |        |        |            |             |         |        |
| Top 10                    | 1      |        |            |             | 11      | 12     |
| Punkteränge               | 4      | 12     | 7          | 2           | 43      | 68     |
| Starts                    | 18     | 56     | 22         | 2           | 44      | 142    |
| Stand: Saisonende 2024/25 |        |        |            |             |         |        |

### Weltcupwertungen
Ergebnisse bei Weltcups (Disziplinen- und Gesamtweltcup) gemäß Punktesystem.
| Saison  | Einzel | Einzel | Sprint | Sprint | Verfolgung | Verfolgung | Massenstart | Massenstart | Gesamt | Gesamt |
| Saison  | Platz  | Punkte | Platz  | Punkte | Platz      | Punkte     | Platz       | Punkte      | Platz  | Punkte |
| ------- | ------ | ------ | ------ | ------ | ---------- | ---------- | ----------- | ----------- | ------ | ------ |
| 2020/21 | –      | –      | 76.    | 12     | –          | –          | –           | –           | 84.    | 12     |
| 2021/22 | –      | –      | 80.    | 8      | –          | –          | –           | –           | 99.    | 8      |
| 2022/23 | 17.    | 53     | 31.    | 78     | 37.        | 50         | 29.         | 46          | 28.    | 227    |
| 2023/24 | –      | –      | 45.    | 34     | 67.        | 10         | –           | –           | 63.    | 44     |
| 2024/25 | 33.    | 32     | 54.    | 31     | 57.        | 14         | –           | –           | 55.    | 77     |

### Olympische Winterspiele
Ergebnisse bei Olympischen Winterspielen:
|                                        | Einzelwettbewerbe | Einzelwettbewerbe | Einzelwettbewerbe | Einzelwettbewerbe | Staffelwettbewerbe | Staffelwettbewerbe |
| Einzel                                 | Sprint            | Verfolgung        | Massenstart       | Damenstaffel      | Mixedstaffel       |                    |
| -------------------------------------- | ----------------- | ----------------- | ----------------- | ----------------- | ------------------ | ------------------ |
| Olympische Winterspiele 2022 \| Peking | 29.               | 59.               | 51.               | –                 | –                  | 20.                |

### Biathlon-Weltmeisterschaften
Ergebnisse bei den Weltmeisterschaften:
| Weltmeisterschaften | Weltmeisterschaften | Einzelwettbewerbe | Einzelwettbewerbe | Einzelwettbewerbe | Einzelwettbewerbe | Staffelwettbewerbe | Staffelwettbewerbe | Staffelwettbewerbe |
| Jahr                | Ort                 | Einzel            | Sprint            | Verfolgung        | Massenstart       | Damenstaffel       | Mixedstaffel       | S.-M.-Staffel      |
| ------------------- | ------------------- | ----------------- | ----------------- | ----------------- | ----------------- | ------------------ | ------------------ | ------------------ |
| 2017                | Hochfilzen          | –                 | –                 | –                 | –                 | 17.                | –                  | N/A                |
| 2019                | Östersund           | 81.               | 77.               | –                 | –                 | 23.                | 25.                | 26.                |
| 2020                | Antholz             | 91.               | –                 | –                 | –                 | 19.                | –                  | –                  |
| 2021                | Pokljuka            | 84.               | 76.               | –                 | –                 | 19.                | 16.                | 13.                |
| 2023                | Oberhof             | 46.               | 8.                | 22.               | 19.               | 12.                | 12.                | 7.                 |
| 2024                | Nové Město          | 45.               | 44.               | 48.               | –                 | 13.                | 9.                 | 18.                |
| 2025                | Lenzerheide         | 17.               | 30.               | 37.               | 25.               | 8.                 | –                  | –                  |

### Jugend-/Juniorenweltmeisterschaften
Klemenčič nahm bis 2016 an den Jugend-, ab 2017 an den Juniorenwettkämpfen teil.
| Weltmeisterschaften | Weltmeisterschaften | Einzelwettbewerbe | Einzelwettbewerbe | Einzelwettbewerbe | Frauenstaffel |
| Jahr                | Ort                 | Einzel            | Sprint            | Verfolgung        | Frauenstaffel |
| ------------------- | ------------------- | ----------------- | ----------------- | ----------------- | ------------- |
| 2015                | Minsk               | 59.               | 63.               | –                 | –             |
| 2016                | Cheile Grădiștei    | 64.               | 48.               | 27.               | –             |
| 2017                | Osrblie             | 60.               | 22.               | 31.               | 7.            |
| 2018                | Otepää              | 46.               | 41.               | 23.               | 12.           |
| 2019                | Osrblie             | 27.               | –                 | –                 | 7.            |